# 386BSD
386BSD (también conocido como Jolix) es un sistema operativo Unix descontinuado basado en Berkeley Software Distribution (BSD). Fue lanzado en 1992 y se ejecutó en sistemas informáticos Compatible IBM PC basados en el microprocesador Intel 80386 de 32 bits. Las innovaciones de 386BSD incluyeron seguridad basada en roles, búferes en anillo, configuración autoordenada y diseño de kernel modular.

## Historía
386BSD fue escrito principalmente por los exalumnos de Berkeley Lynne Jolitz y William Jolitz. William Jolitz tenía una experiencia considerable con versiones anteriores de BSD mientras estaba en la Universidad de California en Berkeley (BSD 2.8 y 2.9) y ambos contribuyeron con el código desarrollado en Symmetric Computer Systems durante la década de 1980, a Berkeley. 
El trabajo de portar 4.3BSD-Reno, y luego 4.3BSD Net/2, a Intel 80386 fue realizado por William Jolitz para la Universidad de California en Berkeley. 
4.3BSD Net/2 fue una versión no operativa incompleta, con partes retenidas por la Universidad de California como "gravado" (es decir, sujetas a una licencia de código fuente AT&T UNIX). Los lanzamientos de 386BSD hechos al público a partir de 1992 se basaron en partes del lanzamiento de 4.3BSD Net/2 junto con código adicional (consulte "Missing Pieces I and II", Dr. Dobb's Journal, mayo-junio de 1992) escrito por William y Lynne Jolitz para hacer un lanzamiento operativo completo.
El port se inició en 1989 y los primeros vestigios incompletos del puerto se pueden encontrar en4.3BSD Net/2 de 1991. El puerto fue posible gracias a que Keith Bostic, en parte influenciado por Richard Stallman, había comenzado a eliminar la propiedad AT&T de BSD en 1988.
El port se lanzó por primera vez en marzo de 1992 (version 0.0) y en una versión mucho más usable el 14 de julio de 1992 (version 0.1). El proceso de portabilidad con código se documentó ampliamente en una serie de 17 partes escrita por Lynne Jolitz y William Jolitz en Dr. Dobb's Journal a partir de enero de 1991.

### FreeBSD y NetBSD
Después del lanzamiento de 386BSD 0.1, un grupo de usuarios comenzó a recopilar correcciones de errores y mejoras, y las lanzó como un paquete de parches no oficial.
Debido a las diferencias de opinión entre los Jolitz y los mantenedores del paquete de parches sobre la dirección futura y el cronograma de lanzamiento de 386BSD, los mantenedores del paquete de parches fundaron el proyecto FreeBSD en 1993 para continuar con su trabajo.
Casi al mismo tiempo, el proyecto NetBSD fue fundado por un grupo diferente de usuarios de 386BSD, con el objetivo de unificar 386BSD con otras líneas de desarrollo de BSD en un sistema multiplataforma. Ambos proyectos continúan hasta el día de hoy.

### Demanda judicial
Debido a una demanda (USL contra BSDi (Unix System Laboratories contra BSDi), se acordó que alguna de las denominadas fuentes potencialmente "gravadas" se distribuyeran dentro de Berkeley Software Distribution Net/2 de la Universidad de California, y la misma realizó una versión posterior (4.4BSD-Lite, en 1993), para corregir este problema.
Sin embargo, ni 386BSD, Dr. Dobb's Journal, William Jolitz, ni Lynne Jolitz, nunca fueron parte de estas demandas o acuerdos posteriores que surgieron de esta disputa con la Universidad de California, y continuaron publicando y trabajando en el código base 386BSD antes, durante, y después de estos juicios sin limitación. Nunca ha habido presentaciones legales o reclamos de la universidad, Unix System Laboratories, u otras partes responsables con respecto a 386BSD.
Finalmente, ningún código desarrollado para 386BSD hecho por William Jolitz y Lynne Jolitz estaba en cuestión en ninguna de estas demandas.

## Lanzamiento 1.0
A fines de 1994, Dr. Dobb's Journal distribuyó una versión terminada de la 386BSD Release 1.0 en CDROM, solo debido al enorme tamaño (600 MB) de la versión (el "386BSD Reference CD-ROM") y fue un CDROM de mayor venta por tres años consecutivos (1994-1997).
La 386BSD Release 1.0 contenía un diseño e implementación de kernel completamente nuevos, y comenzó el proceso para incorporar recomendaciones hechas por diseñadores anteriores de Berkeley que nunca se habían intentado en BSD.

## Lanzamiento 2.0
El 5 de agosto de 2016, el desarrollador Ben Jolitz envió una actualización al repositorio 386BSD en GitHub, denominada versión 2.0.
Según el sitio web oficial, la versión 2.0 "se basó en el framework modular para crear componentes de recuperación automática".
Sin embargo, A 16  de marzo de  2017, casi toda la documentación sigue siendo la misma que la versión 1.0, y un registro de cambios no estaba disponible.

## Relación con BSD/386
386BSD a menudo se confunde con BSD/386, que fue un proyecto diferente desarrollado por BSDi, un derivado de Berkeley, a partir de 1991. 
BSD/386 usó el mismo código 386BSD aportado a la Universidad de California en 4.3BSD NET/2. Aunque Jolitz trabajó brevemente para UUNET (que más tarde produjo BSDi) en 1991, el trabajo que hizo para ellos divergió del que contribuyó a la Universidad de California y no apareció en 386BSD. En su lugar, William Jolitz proporcionó actualizaciones periódicas del código a Donn Seeley de BSDi para el empaquetado y las pruebas, y devolvió todos los materiales cuando William Jolitz dejó la empresa tras desacuerdos fundamentales sobre la dirección y los objetivos de la empresa.

## Copyright y uso del código
Todos los derechos con respecto a 386BSD y JOLIX ahora pertenecen exclusivamente a William Jolitz y Lynne Jolitz.
Los lanzamientos públicos de 386BSD terminaron en 1997, ya que el código ahora está disponible en los muchos sistemas operativos derivados de 386BSD en la actualidad, junto con varios derivados del mismo. (como FreeBSD, NetBSD y OpenBSD). Se pueden encontrar partes de 386BSD en otros sistemas abiertos como OpenSolaris.

## Otras lecturas
- Jolitz, William F. and Jolitz, Lynne Greer: Porting UNIX to the 386: A Practical Approach, 17-part series in Dr. Dobb's Journal, January 1991 – July 1992:[13][14]

```
Jan/1991: DDJ "Designing a Software Specification"
Feb/1991: DDJ "Three Initial PC Utilities"
Mar/1991: DDJ "The Standalone System"
Apr/1991: DDJ "Language Tools Cross-Support"
May/1991: DDJ "The Initial Root Filesystem"
Jun/1991: DDJ "Research and the Commercial Sector: Where Does BSD Fit In?"
Jul/1991: DDJ "A Stripped-Down Kernel"
Aug/1991: DDJ "The Basic Kernel"
Sep/1991: DDJ "Multiprogramming and Multiprocessing, Part I"
Oct/1991: DDJ "Multiprogramming and Multiprocessing, Part II"
Nov/1991: DDJ "Device Autoconfiguration"
Feb/1992: DDJ "UNIX Device Drivers, Part I"
Mar/1992: DDJ "UNIX Device Drivers, Part II"
Apr/1992: DDJ "UNIX Device Drivers, Part III"
May/1992: DDJ "Missing Pieces, Part I"
Jun/1992: DDJ "Missing Pieces, Part II"
Jul/1992: DDJ "The Final Step: Running Light with 386BSD"
```

- Jolitz, William F. and Jolitz, Lynne Greer: Operating System Source Code Secrets Vol 1 The Basic Kernel, 1996, ISBN 1-57398-026-9
- Jolitz, William F. and Jolitz, Lynne Greer: Operating System Source Code Secrets Vol 2 Virtual Memory, 2000, ISBN 1-57398-027-7